# Horizons III
M/Y Horizons III, tidigare Martha Ann, är en superyacht tillverkad av Lürssen i Rendsburg i Tyskland. År 2005 beställde den amerikanske entreprenören Warren E. Halle tre systeryachter, Apoise, Martha Ann och Saint Nicolas. Halle behöll Martha Ann medan de andra såldes. I mars 2019 rapporterades det om att superyachten hade bytt namn till det nuvarande medan i september pekade tyska dagstidningen Bild ut den amerikanske livsmedelsmagnaten John Tyson som ny ägare av superyachten.
Horizons III designades exteriört av Espen Øino medan François Zuretti designade interiören. Superyachten är 70,1 meter lång och har kapacitet för tolv passagerare fördelat på sju hytter. Den har också en besättning på 18–20 besättningsmän.

## Bilder

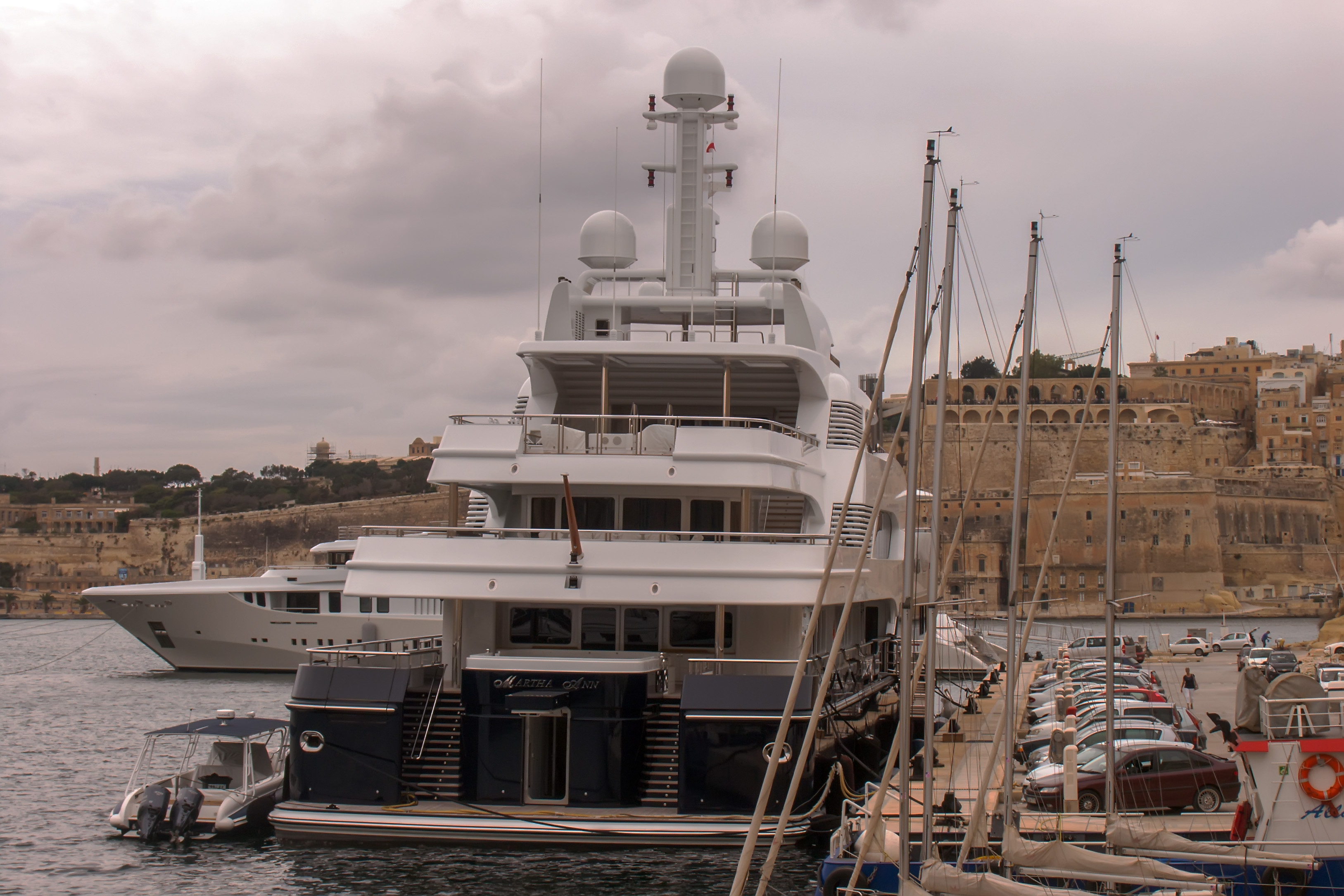
Martha Ann i Valletta på Malta, 2013.